# Pandemie di colera
Sette pandemie di colera si sono verificate negli ultimi 200 anni, dalla prima pandemia originatasi in India nel 1817.
Inoltre, sono avvenuti molti focolai epidemici di colera documentati, come un focolaio negli anni 1991-1994 in Sud America e, più recentemente, l'epidemia di colera nello Yemen (2016-2020).
Sebbene si sappia molto sui meccanismi alla base della diffusione del colera, questo non ha ancora portato a una piena comprensione di ciò che provoca epidemie di colera in alcuni luoghi e non in altri; la mancanza di trattamento delle feci umane e dell'acqua potabile ne facilitano notevolmente la diffusione. È stato scoperto che i bacini idrici fungono da serbatoio e che i frutti di mare possono diffondere la malattia anche a lunghe distanze.
Si stima che le morti in India tra il 1817 e il 1860, nelle prime tre pandemie del XIX secolo, abbiano superato i 15 milioni di persone; altri 23 milioni morirono tra il 1865 e il 1917, durante le successive tre pandemie. I decessi per colera nell'impero russo nel periodo analogo hanno superato i 2 milioni.

## Le sette pandemie
La prima pandemia di colera si verificò nella regione del Bengala in India, vicino a Calcutta, a partire dal 1817 fino al 1824. La malattia si diffuse dall'India al sud-est asiatico, al Medio Oriente, all'Europa e all'Africa orientale attraverso rotte commerciali.
La seconda pandemia durò dal 1826 al 1837 e colpì in particolare il Nord America e l'Europa a causa del progresso dei trasporti e del commercio globale e dell'aumento della migrazione umana, compresi gli eserciti.
La terza pandemia scoppiò nel 1846, persistette fino al 1860, si estese al Nord Africa e raggiunse il Sud America, colpendo per la prima volta specificamente il Brasile.
La quarta pandemia durò dal 1863 al 1875 e si propagò dall'India a Napoli e in Spagna.
La quinta pandemia fu tra il 1881 e il 1896 e iniziò in India e si diffuse in Europa, Asia e Sud America.
La sesta pandemia iniziò in India e fu tra il 1899 e il 1923. Questa epidemia fu meno fatale a causa di una maggiore conoscenza dei batteri del colera. L'Egitto, la penisola arabica, la Persia, l'India e le Filippine furono le più colpite, mentre anche altre aree, come la Germania nel 1892 e Napoli dal 1910 al 1911, subirono gravi focolai.
La settima pandemia ebbe inizio nel 1961 in Indonesia e fu caratterizzata dall'emergere di una nuova varietà di batterio, soprannominata El Tor, con manifestazioni pandemiche fino al 1975; esso persiste ancora nei paesi in via di sviluppo.